# Zgromadzenie Narodowe (Wybrzeże Kości Słoniowej)
Zgromadzenie Narodowe - izba niższa parlamentu Wybrzeża Kości Słoniowej. Składa się z 225 deputowanych wybieranych w wielomandatowych okręgach wyborczych, z zastosowaniem nieco zmodyfikowanej ordynacji większościowej. Kadencja trwa 5 lat. Bierne prawo wyborcze przysługuje obywatelom Wybrzeża, którzy ukończyli 25 lat.

## Bibliografia

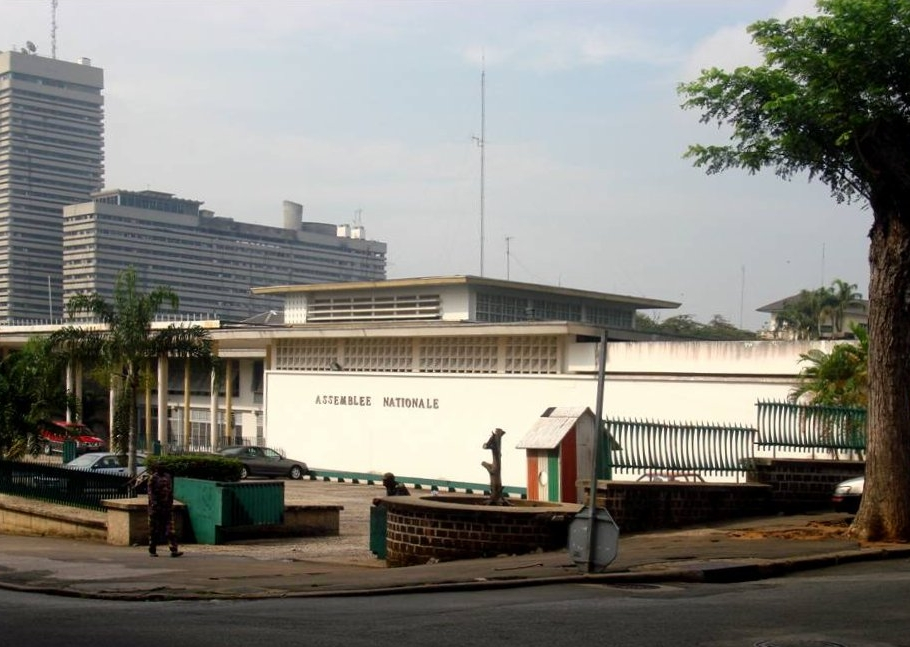
Gmach Zgromadzenia w Abidżanie